# 昭和歌謡ベストテンDX
『昭和歌謡ベストテンDX』（しょうわかようベストテンデラックス）は、2020年（令和2年）4月9日にスタートしたBS-TBSの音楽番組である。放送時間は毎週木曜日の21:00 - 21:54。
2016年（平成28年）10月13日から2018年（平成30年）9月27日まで、同じ毎週木曜日21:00 - 21:54に放送されていた『昭和歌謡ベストテン』が復活したもの。
2024年（令和6年）4月4日放送回からは番組タイトルを『MUSIC X（ミュージッククロス）』に改題し、番組内容も「過去の宝物のような音楽を拾い直し、世代やジャンルを超えて自由にクロスオーバーさせた新しい音楽カルチャーを楽しめるよう」にリニューアルするとしている。なお司会は関根勤・早見優が続投する。

## 司会者
- 関根勤
- 早見優（2023年4月 - ）

### 過去の司会者
- 長峰由紀（TBSアナウンサー、2023年3月まで。）

## スタッフ
- ナレーター：長峰由紀（TBSアナウンサー）
- 企画ブレーン：矢頭浩
- 構成：工藤ひろこ、川又唱史
- TD：中里子
- AUD：山田学、前田侑里
- VE：吉田崇
- 照明：荻原小桃
- PA：内藤甲斐、花田淳史
- 美術：畠山健
- メイク：羽田理恵、西美幸
- スタイリスト：高野いせこ、横溝貴子
- 編集：山本康介
- MA：柴田敏幸、天谷馬直男
- 技術協力：TBS ACT（旧 東通、タムコ、ティ・エル・シー）、ザ・チューブ、砧スタジオ
- 協力：山下清五
- 編成：斉藤裕之（BS-TBS）
- 宣伝：名塚豊（BS-TBS）
- AD：大野栞、前田悠気、古矢みのり
- AP：宮本清彦
- FD：林寛隆（以前はAD）
- ディレクター：加地克也、福井義典、杉山貴久
- プロデューサー：酒巻正幸、白髭晋二、後藤史郎、片平靖人
- 制作協力：東通企画、ゴッズダイナミックワールド
- 制作：王堂健一（BS-TBS）
- 製作著作：BS-TBS

### 過去のスタッフ
- TD：小笠原朋樹
- AUD：樋口晋作
- VE：佐藤希美
- 照明：清水朝彦
- AD：白貝侑子、吉井真紘、野田剛志
- AP：讃井亜紀子
- FD：藪原涼介
- 制作：遠藤宗一（BS-TBS）